# ねこまんが
『ねこまんが』はこいずみまりの漫画作品。竹書房の雑誌『まんがくらぶオリジナル』において2001年4月号から6月号にかけてパイロット版『はんそくねこまんが』を掲載の後、同年12月号から2013年7月号まで連載された。

## 作品概要
単行本表紙にも「脱力系身辺雑記」とあるとおり、作者が過去や日常経験したことなどを記した作品。描画も、作者の他の作品に比べて、簡易なものになっている。4コマ漫画形式をとっているが、話としては掲載1回（概ね4ページ）が1つの続いた話として構成されるのが通常。
なおタイトルは、主人公（作者）が猫のキャラクターで描かれていることに由来する。猫に関するエッセー漫画というわけではない。

## 主な登場人物
私（作者）
猫（ただし2足歩行）で描かれる。
妹
作者の実妹。「私」と同じ猫で描かれるが、区別のため耳にリボンをつけている。作者の言動へのツッコミ役もつとめる。
旦那
作者の夫。単行本5巻付近から登場。人間の姿で描かれる（登場時はサングラス着用、後に素顔）。
おかん
作者と妹の母親。人間の姿で描かれる。
上記以外にも、友人・知人等について、女性は猫・男性は犬ないしオオカミ（いずれも2足歩行）で描かれることが多い。

## WEB版
4コマまんがWEBマガジン「まんがアクセス」にて1996年から不定期掲載されている。1ページのショートショート形式で、「まんがくらぶオリジナル」掲載作とは作風が異なる。

## 書誌情報
いずれも竹書房刊。まんがくらぶオリジナル掲載作品のほか、前述の「まんがアクセス」掲載作や、他誌に連載された旅行記等も収録している。
1. 2003年、ISBN 4-8124-5807-2
2. 2004年、ISBN 4-8124-6057-3
3. 2006年、ISBN 4-8124-6420-X
4. 2007年、ISBN 4-8124-6727-6
5. 2008年、ISBN 978-4-8124-6871-5
6. 2010年、ISBN 978-4-8124-7257-6
7. 2012年、ISBN 978-4-8124-7734-2
8. 2013年、ISBN 978-4-8124-8314-5